# Rósxino (Uliànovsk)
|  | Per a altres significats, vegeu «Rósxino». |

Rósxino (en rus: Рощино) és un poble (un possiólok) de l'óblast d'Uliànovsk, a Rússia, que el 2010 tenia 90 habitants. Pertany al districte municipal de Kuzovàtovo.